# Oskar Dressel

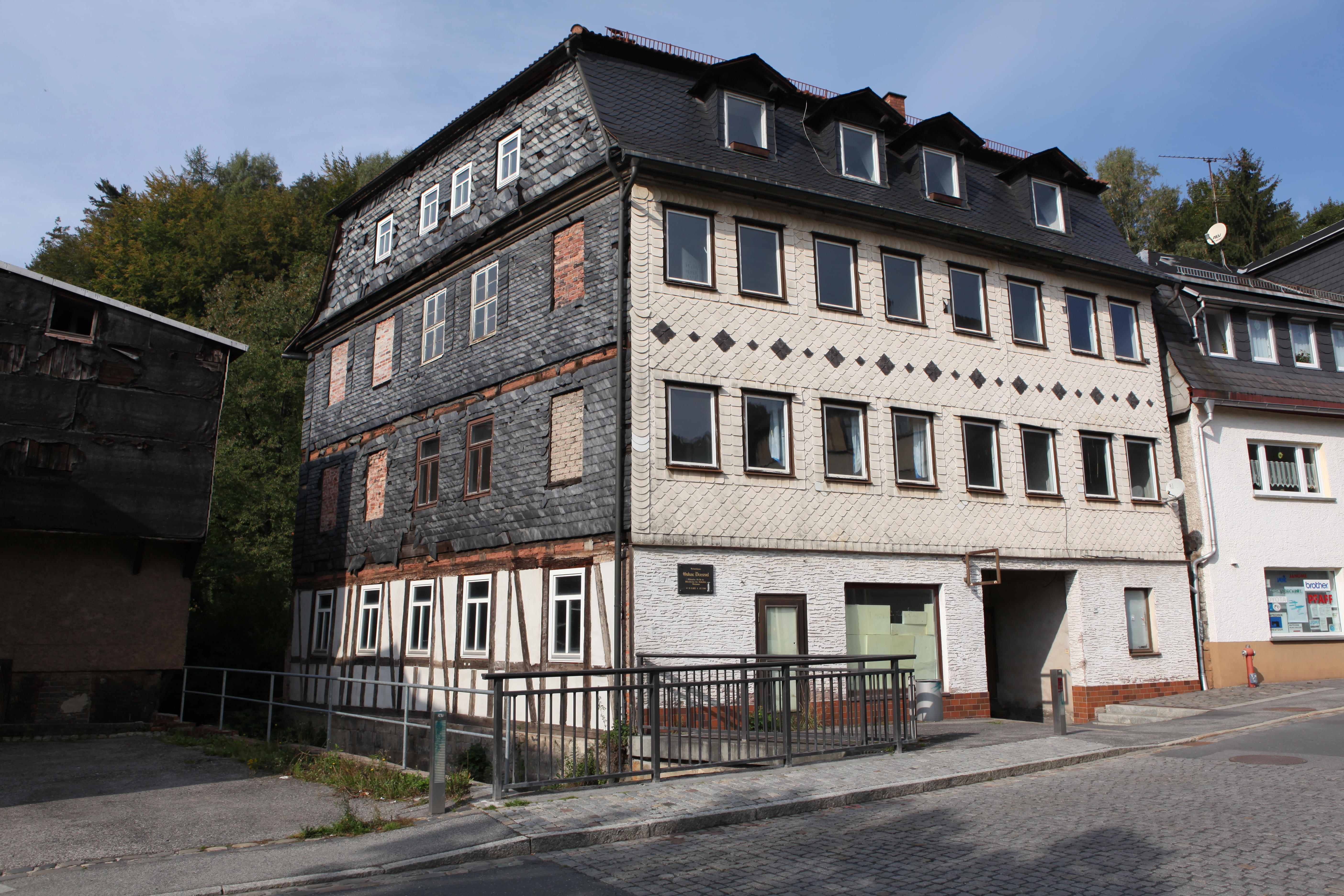
Casa de nascimento em Sonneberg, Untere Marktstraße 34

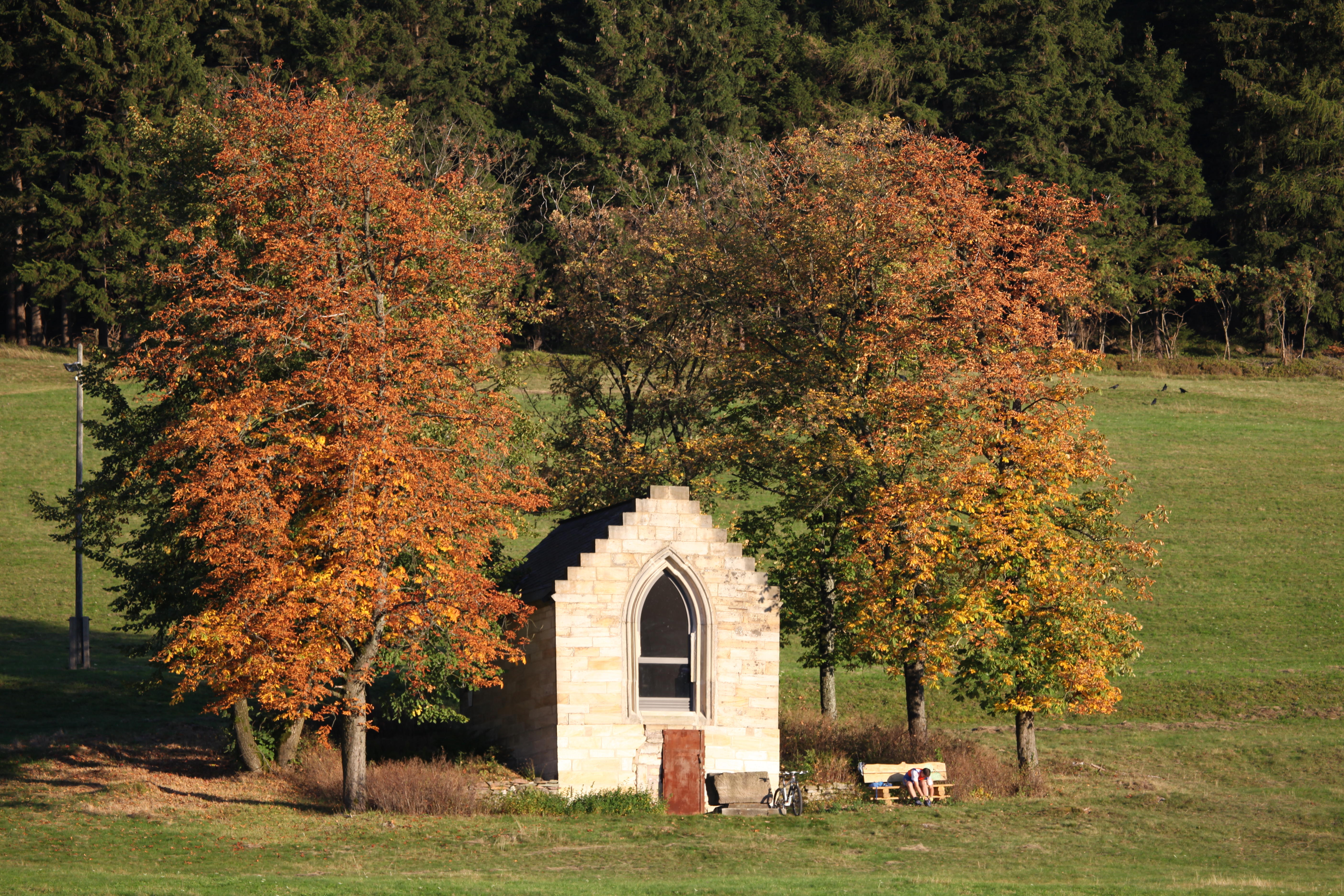
Última morada: capela da Família Greiner em Limbach

Oskar Dressel (Sonneberg, 19 de setembro de 1865 — Bonn, 12 de fevereiro de 1941) foi um químico alemão, pesquisador da área de azo-compostos.
Obteve a representação química do medicamento suramina, para o combate da doença do sono.